# Amazing Grace (musikalbum av Aretha Franklin)
Amazing Grace är ett livealbum av Aretha Franklin som lanserades 1972 på Atlantic Records. Det var Franklins tredje livealbum.

## Låtlista
(kompositör inom parentes)
1. "Mary, Don't You Weep" (Inez Andrews) - 7:29
2. "Medley: Precious Lord, Take My Hand / You've Got a Friend" (Thomas A. Dorsey, Frank Frazier/Carole King) - 5:34
3. "Old Landmark" (W. Herbert Brewster) - 3:40
4. "Give Yourself to Jesus" (Robert Fryson) - 5:16
5. "How I Got Over" (Clara Ward) - 4:22
6. "What a Friend We Have in Jesus" (Joseph M. Scriven, Charles Crozat Converse) - 6:03
7. "Amazing Grace" (John Newton) - 10:45
8. "Precious Memories" (J.B.F. Wright) 7:20
9. "Climbing Higher Mountains" (Trad.) 2:32
10. "Remarks by Reverend C.L. Franklin" 1:56
11. "God Will Take Care of You" (Trad.) 8:48
12. "Wholy Holy" (Marvin Gaye, Renaldo Benson, Al Cleveland) 5:30
13. "You'll Never Walk Alone" (Richard Rodgers, Oscar Hammerstein II) 6:31
14. "Never Grow Old" (Trad.) 9:57